# Jince
Jince è un comune mercato della Repubblica Ceca facente parte del distretto di Příbram, in Boemia Centrale.